# Conopomorphina ochnivora
Conopomorphina ochnivora är en fjärilsart som beskrevs av Lajos Vári 1961. Conopomorphina ochnivora ingår i släktet Conopomorphina och familjen styltmalar. Inga underarter finns listade i Catalogue of Life.